# Antonio de Vera Mujica
Francisco Antonio de Vera y Mujica (Santa Fe la Vieja, gobernación del Río de la Plata, 1620 – Asunción, gobernación del Paraguay, 29 de octubre de 1684) fue un militar criollo, explorador y conquistador hispano-santafesino. Entre 1668 y 1672 se desempeñó como teniente de gobernador de Santa Fe, y brevemente fue también gobernador interino del Tucumán en 1681. Posteriormente ocupó el puesto de gobernador del Paraguay en el año 1684, pero solo lo ejerció unos días a causa de su fallecimiento.

## Biografía

### Origen familiar y primeros años
Antonio de Vera y Mujica nació en el año 1620 en la ciudad de Santa Fe, en su primer emplazamiento (en la actual Cayastá), siendo hijo de Sebastián de Vera y Mujica (n. Las Palmas de Gran Canaria, 1580), quien había pasado a la gobernación del Río de la Plata en 1607, y de María Jerónima de Esquivel y Nájera (n. ca. 1600). Su abuelo materno llamado Tomás de Nájera también era de Canarias. Su esposa fue Melchora Arias Montiel Maldonado nacida en Santa Fe y con quien tuvo tres hijos: Sebastián, Antonio y Francisco de Vera Mujica y Arias Montiel.

### Teniente de gobernador de Santa Fe y campañas militares
Desde 1668 hasta 1672, Vera Mujica ocupó el puesto de teniente de gobernador de Santa Fe. En 1680 inició una campaña contra la Colonia del Sacramento, que había sido fundada por los portugueses en el territorio español de la Banda Oriental rioplatense.
En ese año fue ocupada la plaza, pero en virtud del tratado de 1681, se devolvió a Portugal de manera provisoria. La victoria que Vera y Mujica logró sobre el jefe brasileño de Colonia lo llevó a la gobernación del Tucumán. En esta función estuvo solo quince días. También inició una acometida al Chaco Austral desde el Tucumán.

### Gobernador del Tucumán
Asumió el cargo de gobernador del Tucumán en enero de 1681 y su breve gobierno fue un premio por sus servicios a la Corona española. Vera y Mujica dispuso la realización de una expedición de castigo a los indígenas, la cual partió de Esteco.

### Misioneros de la región chaqueña
Logró rescatar los restos de unos infortunados misioneros que habían sido secuestrados y muertos por indígenas, entre ellos fray Juan A. de Salinas. Lamentablemente las lluvias y lo fragoso del terreno obligaron a Vera Mujica a regresar sin poder castigar a los autores del crimen.

### Gobernador del Paraguay
El 18 de octubre de 1684, el maestre de campo
Antonio Vera Mujica fue nombrado para ejercer como gobernador del Paraguay pero ocupó el puesto solo unos once días.

### Fallecimiento en el cargo
Finalmente el gobernador Antonio de Vera Mujica falleció el 29 de octubre del mismo año en la ciudad de Asunción.